# Moses Mabhida
Moses Mbheki Mncane Mabhida (* 14. Oktober 1923 in Thornville bei Pietermaritzburg; † 8. März 1986 in Maputo) war ein südafrikanischer Gewerkschaftsführer und Politiker.

## Leben
Mabhida war der Sohn armer Eltern, die von ihrem Land vertrieben wurden. Aufgrund der finanziellen Lage der Familie besuchte er die Schule bis zur 9. Klasse und begann 1942 als Kellner und in einer Manufaktur zu arbeiten. Über seinen Vater hatte er früh Kontakt zu sozialistischen Idealen und zur Industrial and Commercial Workers Union (ICU), einer Gewerkschaft in Südafrika, sodass er 1942 der Communist Party of South Africa beitrat. Wegen des Verbots vieler Gewerkschaften zwischen 1952 und 1953 ging Mabhiba in den Untergrund und widmete sich vollständig der Arbeit für die Gewerkschaft.
In den folgenden Jahren organisierte er die Arbeiterschaft in der Provinz Natal und baute er den South African Congress of Trade Unions (SACTU) mit auf, zu dessen ersten Vizepräsident er 1955 gewählt wurde. Seit Mitte der 1950er arbeitete er auch als Sekretär des ANC in Pietermaritzburg, wo er in engem Kontakt zu Albert John Luthuli stand. Nach der Ausrufung des Ausnahmezustandes wegen den Unruhen im Umfeld des Sharpeville-Massakers 1960 wurde Mabhida ins Ausland geschickt. Bis 1963 repräsentierte er den ANC in Prag und organisierte internationale Protestkundgebungen mit dem Weltgewerkschaftsbund. Aufgrund seiner Wahl in den geschäftsführenden Vorstand des ANC im Oktober 1962 überzeugte Oliver Tambo ihn, nach Südafrika zurückzukehren und beim Aufbau des Umkhonto we Sizwe mitzuwirken. Nach einer militärischen Ausbildung wurde Mabhida Politoffizier für neue Rekruten, später Kommandeur des Umkhonto.
1969 wurde Mabhida wieder in den geschäftsführenden Vorstand gewählt, darüber hinaus in den Revolutionsrat und den Politisch-Militärischen Rat des ANC. Er baute den Sicherheits- und Geheimdienst des ANC auf und wurde 1979 Mitglied der Politisch-Militärischen Strategiekommission und Generalsekretär der Kommunistischen Partei. Mabhida war zu dieser Zeit Anhänger des Marxismus-Leninismus und der Sowjetunion. In den Folgejahren lernte er bei seinen Reisen durch Afrika Samora Machel, den Anführer der Frelimo kennen, mit dem ihn bis zu seinem Lebensende eine enge Freundschaft verband.
Bei einem Aufenthalt in Havanna 1985 erlitt Mabhida einen Infarkt; nach einer Krankheit verstarb er 1986 im Maputo und wurde dort begraben. Die Trauerrede hielt Samora Machel. 2006 wurden die exhumierten Überreste von einer Delegation der Provinz KwaZulu-Natal nach Südafrika überführt und am 2. Dezember 2006 in Slangspruit bei Pietermaritzburg in Anwesenheit des damaligen Präsidenten Thabo Mbeki erneut begraben.

## Auszeichnungen
- Supreme Counsellor of Order of the Baobab, verliehen postum 2002[2]
- Umbenennung des Fußballstadions von Durban in Moses-Mabhida-Stadion